# Ulrich Han

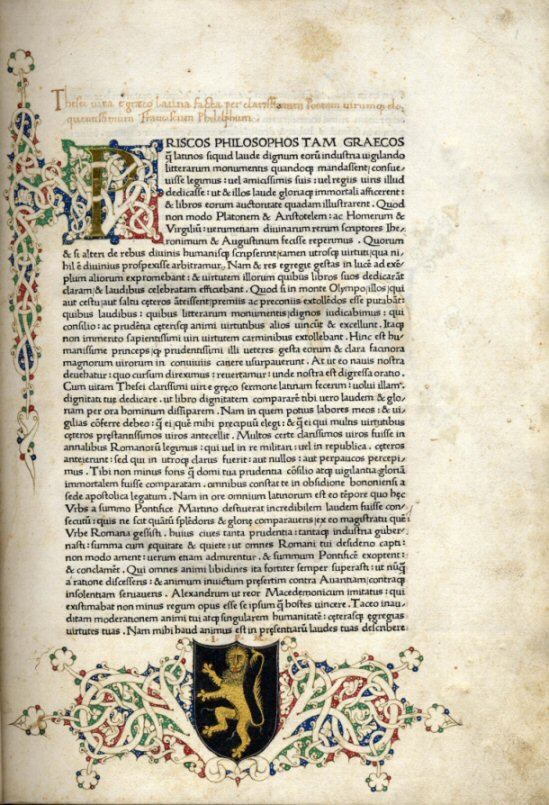
Seite aus Plutarchs Vitae illustrium virorum, gedruckt von Ulrich Han, Rom 1470 (Exemplar der University of Leeds Library)

Ulrich Han (oder Haan, auch Udalricus Gallus; * vermutlich um 1425; † nicht vor 1478) war einer der frühesten deutschen Inkunabeldrucker mit einer Offizin im Ausland. Er gilt als Drucker des ersten mit Holzschnitten versehenen Buchs in Italien.

## Leben und Werk
Über Ulrich Hans Leben ist wenig bekannt. Er stammte vermutlich aus Ingolstadt und soll nach 1450 in Wien gelebt haben, wo er allerdings als Buchdrucker nicht belegt ist. Von 1466 bis 1475 druckte er in Rom unter dem Namen Han oder auch Udalricus Gallus, zum Teil zusammen mit Simone de Nicolò Cardella. 1476 wird Lupus Gallus, Frater Udalrici Galli de Vienna als Nachfolger Hans genannt.
Die Vollendung des Druckes der Meditationes des Kardinals Juan de Torquemada datierte Han auf den 31. Dezember 1467; er verzierte dieses Werk mit Holzschnitten. Dieser Druck gilt als der älteste mit Holzschnitten versehene Druck Italiens. Ebenfalls von Torquemada stammten die von Han gedruckten Commentarii zu den Psalmen. Han druckte auch, wohl auf Veranlassung der Gelehrten Roms, wie zum Beispiel Anton Campanus’, die antiken Schriften, unter anderem die Ciceros und Plutarchs; ihm wurde auch der früheste Guss griechischer Typen zugeschrieben. Am 20. November 1475 erschien mit seinem Impressum die Margarita poetica des Albrecht von Eyb. In einem Missale von 1476 druckte Han zum ersten Mal auch die Noten mit.